# هيلين بويد
هيلين بويد (بالإنجليزية: Helen Boyd)‏ هي كاتِبة أمريكية، ولدت في 1969.